# Airwars
Airwars ist ein gemeinnütziges Unternehmen mit Sitz in London, das Daten zu Kriegsfolgen erhebt.

## Geschichte
Airwars beobachtet und dokumentiert den internationalen Luftkrieg gegen die Terrororganisation „Islamischer Staat“ und gegen andere Gruppen im Irak, in Syrien und Libyen. Darüber hinaus führt Airwars Bestandsaufnahmen durch, um das Ausmaß an zivilen Opfern durch Luftangriffe verschiedener Staaten zu bewerten.
Airwars wurde Ende 2014 von dem investigativen Journalisten Chris Woods gegründet. Sie wurde im August 2016 in England und Wales als private Gesellschaft mit beschränkter Haftung registriert.
Im Jahr 2017 wurden von der Video-Plattform Youtube einige Videos von Airwars gesperrt. Airwars konnte eine Rückgängigmachung der Sperre erreichen, einige Videos wurden in der Folge jedoch mit einer Alterssperre versehen.
Airwars führt eine durchsuchbare Datenbank mit Angaben zu Name, Alter, Geschlecht und Personalausweis-Nummern von Opfern des fortwährenden Krieges im Gazastreifen; die Datenbank wurde in The Lancet als „detaillierte Abschätzung der Todesfälle in Gaza“ rezipiert. Diese Liste umfasst am 13. März 2025 47.281 Identitätsprofile.

## Methodik
Airwars stützt sich auf eine Reihe von Informationsquellen, darunter NGOs, Beobachtergruppen wie die Unterstützungsmission der Vereinten Nationen im Irak (UNAMI), sowie auf Angaben internationaler und lokaler Nachrichtenagenturen. Darüber hinaus nutzt Airwars Aussagen lokaler Quellen, Social-Media-Posts, Videoaufnahmen, sowie Militär- und anderen Regierungsquellen.

## Finanzierung
Zu den Finanzierungsquellen gehören der Joseph Rowntree Charitable Trust, die Open Society Foundations und die niederländische Nichtregierungsorganisation Stichting Democratie en Media. Darüber hinaus tragen Privatspender zur Finanzierung bei.

## Belege
1. ↑  Samuel Oakford: Counting the Dead in Mosul. In: The Atlantic. 5. April 2018, abgerufen am 30. März 2025 (englisch).
2. ↑  Associated Press: Battle against ISIS in Mosul left over 9,000 dead. 20. Dezember 2017, abgerufen am 13. März 2025 (amerikanisches Englisch).
3. ↑  Audio. Abgerufen am 13. März 2025.
4. ↑  David Enders: Syria becomes a testing ground as Russia revives its defence industry. Abgerufen am 13. März 2025 (englisch).
5. ↑  AIRWARS overview - Find and update company information - GOV.UK. Abgerufen am 13. März 2025 (englisch).
6. ↑  Sara Ashley O'Brien: YouTube and Syria: Tech's role as archivist. 24. August 2017, abgerufen am 13. März 2025.
7. ↑  Rasha Khatib, Martin McKee, Salim Yusuf: Counting the dead in Gaza: difficult but essential. In: The Lancet. Band 404, Nr. 10449, 20. Juli 2024, ISSN 0140-6736, S. 237–238, doi:10.1016/S0140-6736(24)01169-3, PMID 38976995 (thelancet.com [abgerufen am 30. März 2025]).
8. ↑  List of identified victims, as published by the Palestinian MoH in Gaza. Abgerufen am 13. März 2025.
9. ↑  Methodology. Abgerufen am 13. März 2025.
10. 1 2  Nina C. Müller, Jenny and Wiik: From Gatekeeper to Gate-opener: Open-Source Spaces in Investigative Journalism. In: Journalism Practice. Band 17, Nr. 2, 7. Februar 2023, ISSN 1751-2786, S. 189–208, doi:10.1080/17512786.2021.1919543.
11. ↑  Heather Ford, Michael Richardson: Framing data witnessing: Airwars and the production of authority in conflict monitoring. In: Media, Culture & Society. Band 45, Nr. 4, 1. Mai 2023, ISSN 0163-4437, S. 805–821, doi:10.1177/01634437221147631.